# 스크린 테스트
스크린 테스트(screen test)는 영화의 특정 역 또는 해당 영화 자체에 배우가 어울리는지 가늠해 보기 위해 찍는 짧은 영상이다.

## 같이 보기
- 오디션